# Calle Betis
La calle Betis de Sevilla es una vía que discurre paralela al cauce histórico del río Guadalquivir, en el barrio de Triana, en la ribera opuesta al núcleo central de la ciudad intramuros.
La calle se encuentra encuadrada entre el puente de Isabel II o «puente de Triana», como es comúnmente conocido situado en el Altozano en el norte y el puente de San Telmo en la plaza de Cuba en el sur, formando por tanto el borde del barrio de Triana.

## Denominación
Su denominación actual de Betis, hace referencia a como era conocido el río Guadalquivir en época romana. Este nombre fue aprobado por el Ayuntamiento de la ciudad en 1859. En los padrones anteriores fue conocida como «calle del Río» (padrón de 1433), «Vera del Río» (1533), «Orilla del Río» (1691) y «Acera del Río» (1821).

## Historia
La calle se formó por la edificación de viviendas paralelas al Guadalquivir a partir de la Edad Media, a las sombra del castillo que se levantaba en el Altozano y que constituyó el núcleo original de Triana. Hasta finales del siglo XVIII la parte más próxima al río careció de organización, ni de protección contra las frecuentes riadas de Triana.

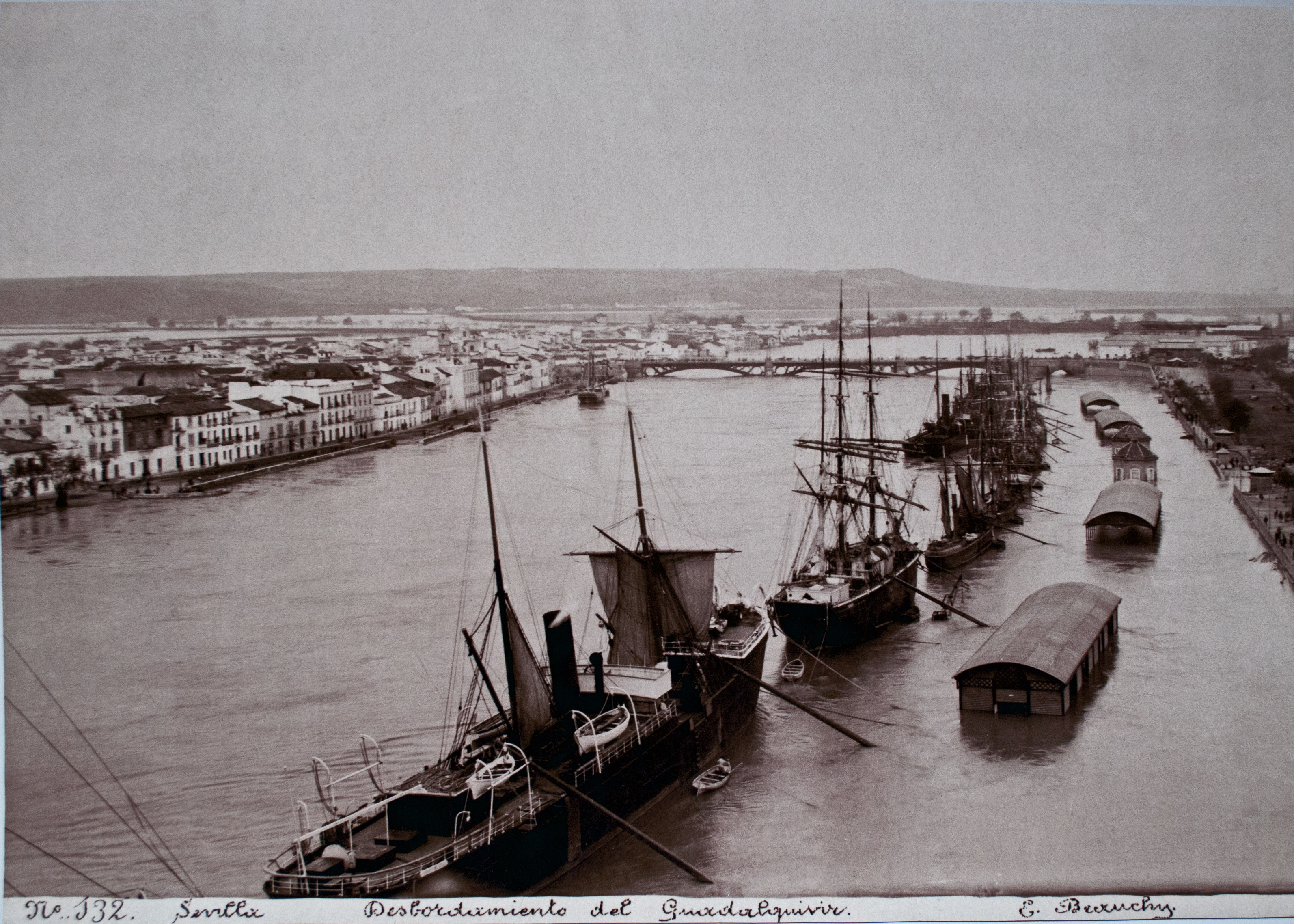
Desbordamiento del río Gudalquivir en Sevilla en 1892. Al fondo se encuentra la calle Betis y el puente de Triana.

En 1787, se comenzó a levantar a lo largo de la calle una muralla o dique de carácter defensivo contra las inundaciones, que partía del lugar ocupado por el castillo de San Jorge en el Altozano en dirección hacia los Remedios y que al ser completado en el siglo XIX llegaba hasta la altura de la iglesia de Santa Ana. En ese momento la calle alcanzó la altura actual respecto al río. Esta obra se había hecho necesaria para completar la defensa de la ciudad frente a las acometidas del Guadalquivir ya que años antes se había elevado la orilla izquierda del río cerrando esa salida, quedando la derecha sin protección y mucho más baja por lo que la más pequeña subida del nivel del cauce dirigía las agua hacia la actual calle Betis al no tener salida hacia el barrio del Arenal.
La obra del murallón se dispuso con la creación de un paramento dispuesto con falsas pilastras almohadilladas. Para lo que se ancló un pilotaje de maderas en el río sobre el que se elevaba la fábrica del murallón en ligera pendiente. Se crearon igualmente los dos muelles que actualmente se conservan y que se abrían a través de rampas que bajaban hasta el río. En el siglo XIX, se completó la obra con un zócalo que defendía al dique del desgaste de las aguas.
El desarrollo y la definitiva configuración de esta calle (y de todo el barrio histórico de Triana) se produce de un modo muy especial a partir del año 1852, cuando se construyóe el puente de Isabel II, en sustitución del viejo puente de Barcas que existía, siendo así el primer puente estable con que contó la ciudad de Sevilla entre las dos orillas de su río. La calle fue adoquinada y acerada en 1906 y asfaltada en 1933.

## Descripción

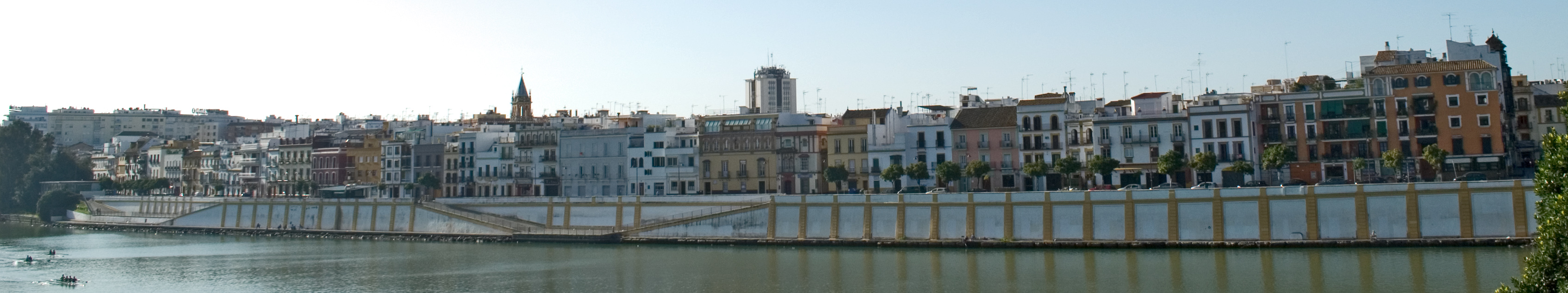
Vista panorámica de la calle Betis, desde el paseo de Colón.

Constituye una calle muy popular, singular y muy frecuentada por los visitantes al discurrir de forma paralela al Guadalquivir y gozar de unas vistas destacadas de la ribera y desde la que se pueden contemplar muchos de los edificios más destacados de la ciudad, como la Giralda, la torre del Oro, la Plaza de toros, la fachada de la iglesia del hospital de la Caridad o el Teatro de la Maestranza; y más allá, el palacio de San Telmo las torres de la plaza de España y los antiguos muelles de la ciudad, desde donde partín los barcos hacia América.
La calle se inicia en el puente de Triana, con unas escalinatas que se levantaron hacia 1852, con ocasión de la ordenación de los terrenos, derivada de la construcción del puente y para salvar la diferencia de altura que quedaba con la plaza del Altozano. Con un trazado ligeramente curvo, la vía sigue el cauce del río en ese tramo, la calle discurre pegada a él excepto en la zona más próxima a la plaza de Cuba, donde aparece una estrecha franja de terreno entre ambos, hoy destinado a establecimientos de hostelería con espacios ajardinados.
En su primera mitad dos escaleras permiten descender a un paseo a nivel del río. En el caserío de esta calle abundan los edificios antiguos con fachadas estrechas y altas que, aunque no guardan completa homogeneidad entre ellos, consiguen en su conjunto una imagen compacta y bastante unitaria, en la que predominan los tradicionales huecos verticales y los colores blanco y albero. La mayor parte de estos edificios tienen sus plantas bajas destinadas a bares con terrazas al exterior, junto al río, que proporcionan a la calle una gran animación.

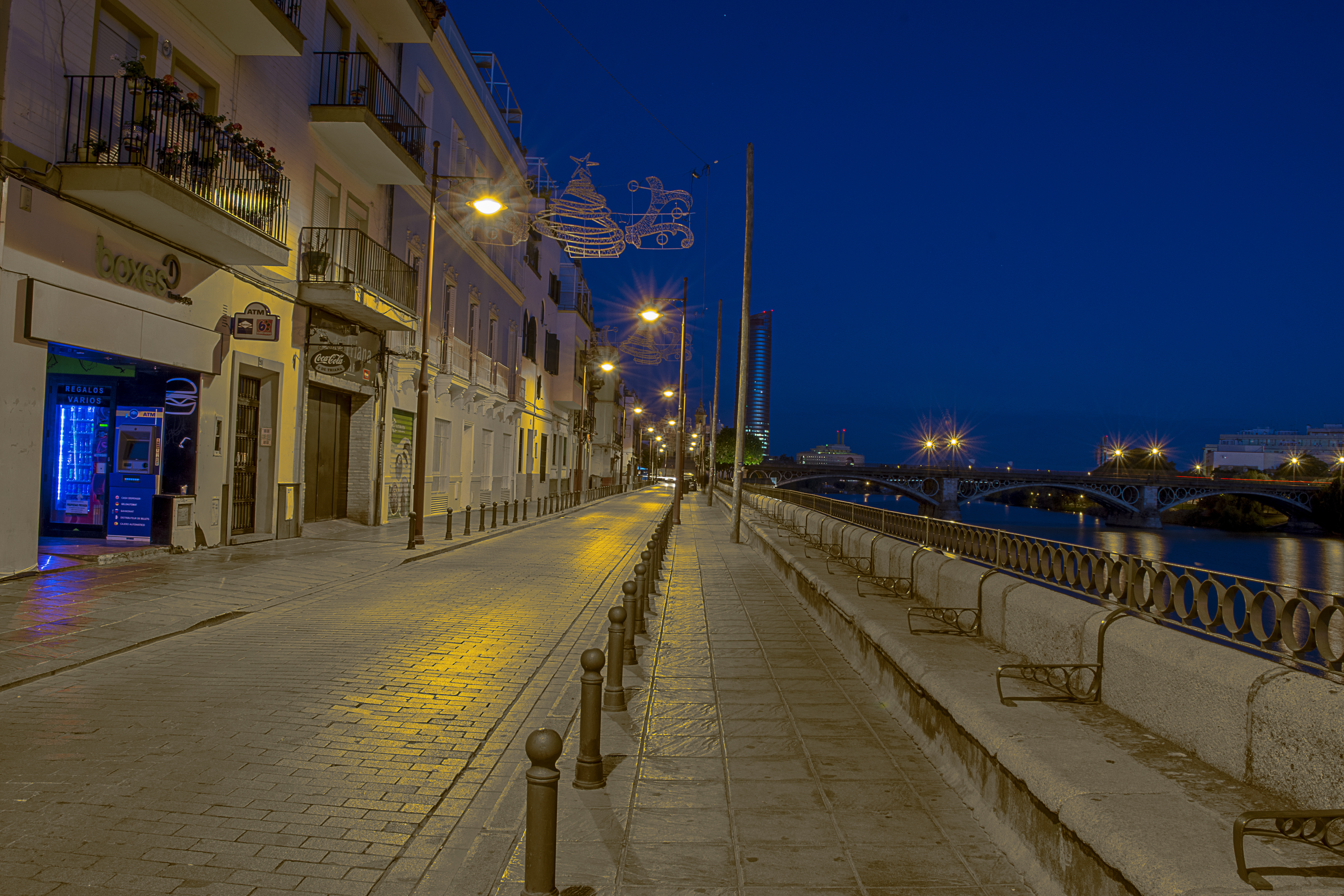
Vista de la calle Betis y el puente de Triana.

Como edificio destacado, en la calle se encuentra la Casa de la Columnas, que data de 1780 en el lugar que ocupó la antigua Universidad de Mareantes, institución encargada de la formación de marineros para las tripulaciones que partían hacía América, durante los siglos XVI y XVII, el inmueble ocupa dos plantas y se estructura alrededor de dos patios, presenta dos fachadas, una principal, de carácter neoclásico con grandes columnas toscanas, a la calle Pureza, y otra de carácter secundario a la calle Betis. Durante un tiempo se convirtió en patio de vecinos, albergando actualmente un centro cívico municipal.
Otro elemento característico de esta calle es su alta zapata de fábrica sobre el río, a modo de muro de contención, que se levanta en todo su frente; una obra realizada para paliar las frecuentes inundaciones que históricamente sufría la población debido a los desbordamientos del Guadalquivir.
En 2015, se abrió un espacio verde y mirador junto al río que incluye una plataforma de madera a nivel del agua, en el lugar donde se localizaba el antiguo muelle de los Camaroneros y cuyas obras se habían terminado en 2012. Este espacio forma parte de un proyecto frustrado de paseo fluvial que iba a recorrer el río a todo lo largo de la calle Betis, eliminando los múltiples obstáculos que impiden las vista del río, pero que fue abandonado. En abril de 2017, se inició un proyecto de peatonalización parcial de esta calle, que limita la circulación los domingos, de forma previa a su progresiva peatonalización, según los planes del Ayuntamiento de Sevilla.

## La calle Betis en la literatura
Por su enclave privilegiado en la ciudad, muchos escritores han hablado de esta vía en sus obras, como Cervantes, Camilo José Cela, Luis Montoto o Antonio Burgos. Rafael Laffón en la obra Sevilla del buen recuerdo, describe detalles de la vía en el año 1900. Ha servido también como escenario literario eventual en algunas ocasiones:

### Rinconete y Cortadillo
En la esquina de la calle Troya con Betis, existía una casa destruida por la explosión del Molino de la Pólvora, en la que Miguel de Cervantes, localiza a principios del siglo XVII, en su novela ejemplar Rinconete y Cortadillo, el denominado patio de Monipodio, desde donde este personaje gobernaba el mundo del hampa sevillana.

#### Carmen
En el siglo XIX, el escritor francés Prosper Mérimée sitúa en esta calle el domicilio de Carmen, la gitana cigarrera, protagonista de su novela del mismo nombre y de la popular ópera compuesta por Bizet.

## Velá de Santiago y Santa Ana

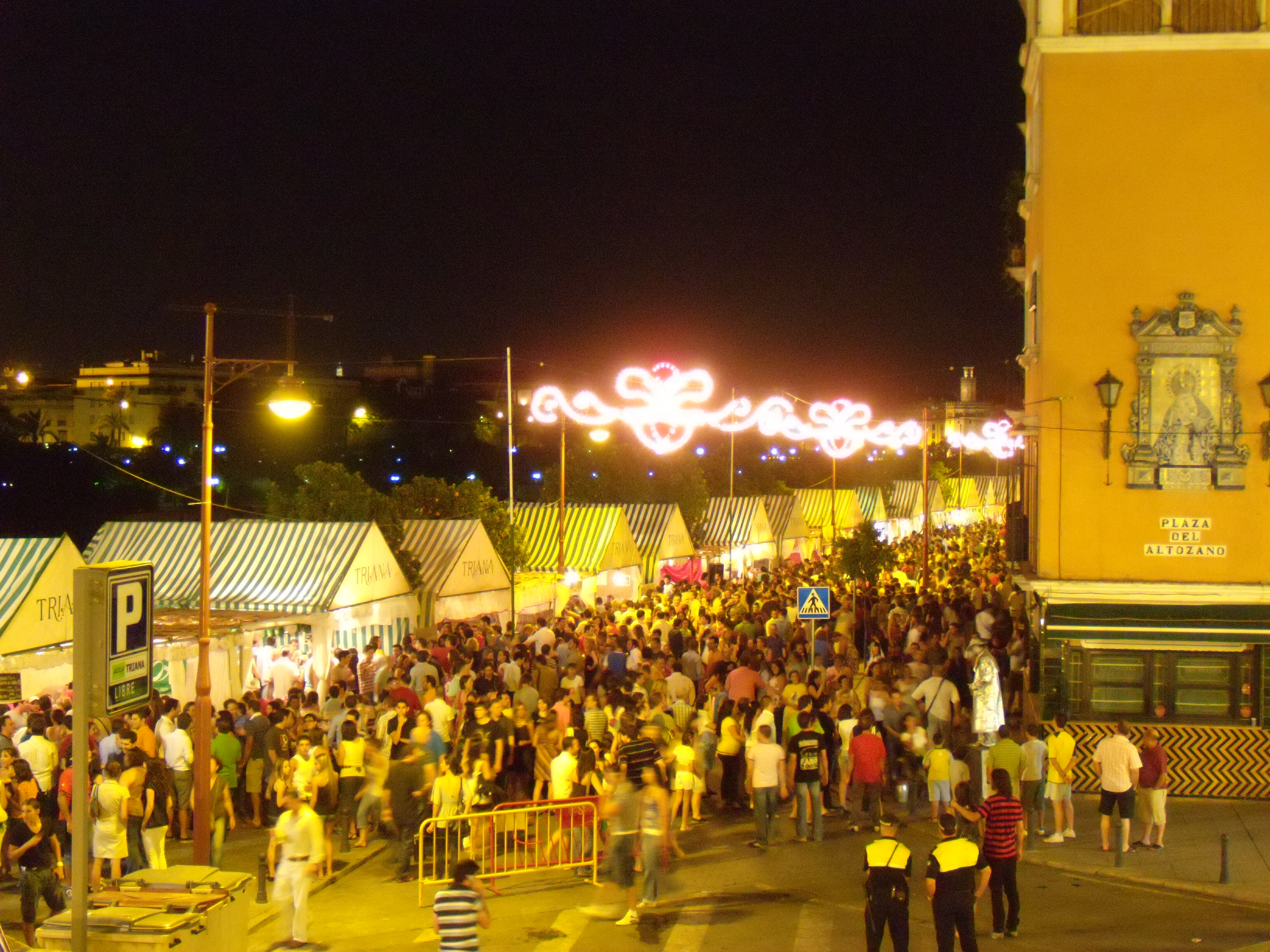
Vista de la calle Betis durante la Velá de Santa Ana, en 2008.

A finales del mes julio, se celebra en esta calle en su zona más próxima al Altozano, la denominada velá de Santiago y Santa Ana, fiesta declarada de Interés Turístico de Andalucía, que puede datar del siglo XIII, en la que se levantan casetas junto al río y que ilumina y llena de color las noches del barrio de Triana.